# Макокета (Айова)
Макокета (англ. Maquoketa) — город в США, административный центр округа Джэксон штата Айова. Население — 6128 человек (2020).

## География
Макокета расположена по координатам 42°03′36″ с. ш. 90°39′52″ з. д. (42.060059, -90.664549). По данным Бюро переписи населения США в 2010 году город имел площадь 11,31 км², из которых 11,22 км² — суша и 0,09 км² — водоёмы.

## Демография
| Год переписи | Нас. |  | %±     |
| ------------ | ---- |  | ------ |
| 1850         | 168  |  | —      |
| 1860         | 1090 |  | 548,8% |
| 1870         | 1756 |  | 61,1%  |
| 1880         | 2467 |  | 40,5%  |
| 1890         | 3077 |  | 24,7%  |
| 1900         | 3777 |  | 22,7%  |
| 1910         | 3570 |  | −5,5%  |
| 1920         | 3626 |  | 1,6%   |
| 1930         | 3595 |  | −0,9%  |
| 1940         | 4076 |  | 13,4%  |
| 1950         | 4307 |  | 5,7%   |
| 1960         | 5909 |  | 37,2%  |
| 1970         | 5677 |  | −3,9%  |
| 1980         | 6313 |  | 11,2%  |
| 1990         | 6130 |  | −2,9%  |
| 2000         | 6112 |  | −0,3%  |
| 2010         | 6141 |  | 0,5%   |
| 2020         | 6128 |  | −0,2%  |

Согласно переписи 2010 года, в городе 6141 человек в 2655 домохозяйствах в составе 1612 семей. Плотность населения составила 543 человека/км². Было 2856 квартир (252/км²).
Расовый состав населения:
| - 95,0 % — белых - 1,3 % — выходцев из тихоокеанских островов - 0,7 % — чёрных или афроамериканцев - 0,4 % — коренных американцев - 0,3 % — азиатов |

К двум или более расам принадлежало 1,7 %. Доля испаноязычных составила 1,8 % всего населения.
По возрастному диапазону население распределялось следующим образом: 24,4 % — лица младше 18 лет, 56,3 % — лица в возрасте 18-64 лет, 19,3 % — лица в возрасте 65 лет и старше. Медиана возраста жителя составила 41,0 лет. На 100 человек женского пола в городе приходилось 89,5 мужчин; на 100 женщин в возрасте от 18 лет и старше — 84,1 мужчин также старше 18 лет.
Средний доход на одно домашнее хозяйство составил 44 404 доллара США (медиана — 39 269), а средний доход на одну семью — 54 155 долларов (медиана — 48 942). Медиана доходов составляла 41 587 долларов для мужчин и 25 956 долларов для женщин. За чертой бедности находилось 19,9 % человек, в том числе 24,7 % детей в возрасте до 18 лет и 12,1 % лиц в возрасте 65 лет и старше.
Гражданское трудоустроенное население составляло 2766 человек. Основные отрасли занятости: розничная торговля — 26,2 %, образование, здравоохранение и социальная помощь — 20,4 %, производство — 17,9 %.